# Vol 804 d'EgyptAir
El vol 804 d'EgyptAir (MS804) era un vol internacional operat per EgyptAir que cobria la ruta París-el Caire i que va desaparèixer dels radars a les 02.45 hora local (UTC+2) el 19 de maig de 2016 mentre volava sobre el mar Mediterrani.
A l'avió hi viatjaven 56 passatgers, 7 membres de la tripulació i 3 guàrdies de seguretat. A data 19 de maig s'havien trobat unes restes prop de l'illa grega de Kàrpathos, encara que un alt funcionari grec d'aeronàutica va afirmar que les restes no eren d'un avió i el vicepresident d'EgyptAir va dir el mateix.
Segons la informació dels radars militars grecs, el vol 804 es va desviar del seu rumb poc després d'entrar en el FIR d'Egipte. A una altitud de 37 000 peus (11 277,6 m), l'avió va realitzar un viratge de 90 graus a l'esquerra, seguit d'un altre de 360 graus a la dreta mentre descendia des de 37 000 fins a 15 000 peus. El contacte per radar es va perdre a una altitud d'uns 10 000 peus (3048 m).
L'abril del 2022 es feu públic un informe de la justícia francesa que atribuí l'accident a un incendi a bord provocat per la cigarreta que fumava un dels pilots i una mascareta d'oxigen defectuosa.

## Vol

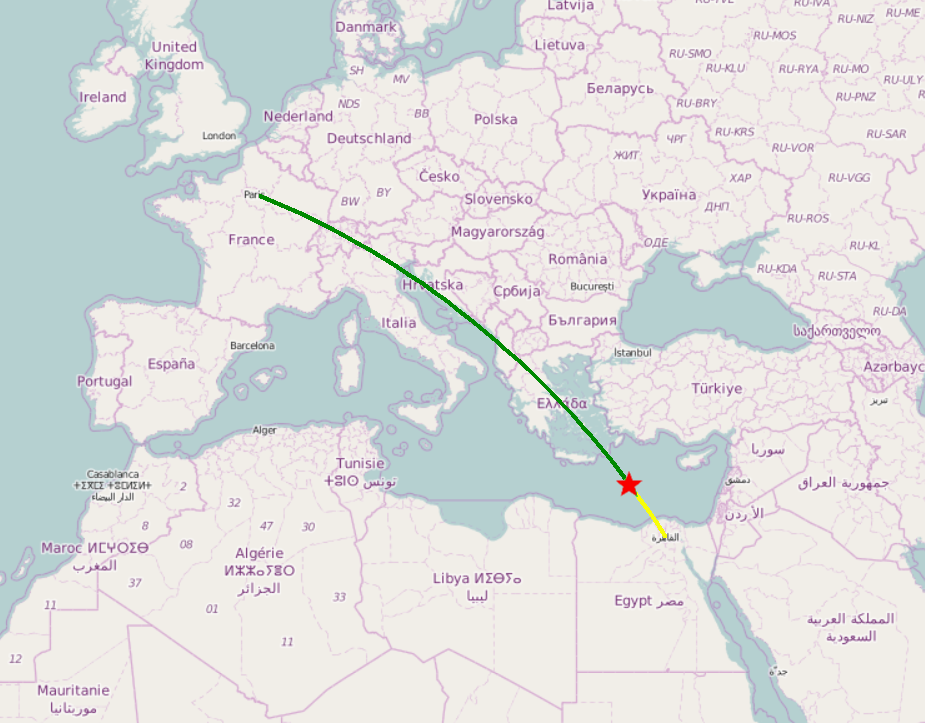
Ruta del vol MS804 en verd. L'estel vermell indica el lloc on l'avió SU-CCG es perd del senyal dels radars, i la línia groga indica la seva trajectòria de vol prevista.

L'Airbus A320-200 (amb matrícula SU-GCC) va enlairar-se de l'aeroport de París-Charles de Gaulle a les 23.09 (totes les hores estan en UTC+2, zona horària comuna a França i Egipte) del 18 de maig de 2016 amb destinació a l'aeroport Internacional del Caire, en el que estava previst que aterrés a les 03.05.
Quan es trobava a uns 280 km al nord de les costes d'Egipte i a una altitud de 37 000 peus (11 000 m) va desaparèixer dels radars, a les 02.30. Encara que en un primer moment es va informar que les Forces Armades d'Egipte havien rebut un senyal d'emergència a les 04.26, les autoritats van desmentir posteriorment aquesta informació.
Panos Kammenos, el Ministre de Defensa grec, va explicar que l'avió virà 90 graus a l'esquerra i després 360 graus a la dreta mentre queia de 37 000 a 15 000 peus.

### Aeronau
L'aeronau desapareguda era un Airbus A320-200 amb nombre de sèrie 2088 i amb matrícula SU-GCC. El seu primer vol va ser el 23 de juliol de 2003 i va ser lliurat a EgyptAir el 3 de novembre del mateix any.

## Passatgers i tripulació
| Nacionalitat | Persones |
| ------------ | -------- |
| Egípcia      | 30       |
| Francesa     | 15       |
| Iraquiana    | 2        |
| Algeriana    | 1        |
| Belga        | 1        |
| Britànica    | 1        |
| Canadenca    | 1        |
| Txadiana     | 1        |
| Kuwaitiana   | 1        |
| Portuguesa   | 1        |
| Saudita      | 1        |
| Sudanesa     | 1        |
| Tripulació   | 10       |
| Total        | 66       |

### Passatgers
Cinquanta-sis passatgers de dotze diferents nacionalitats es trobaven a bord, entre ells un nen i dos nadons.

### Tripulació
Dins dels deu membres de la tripulació, tres eren guàrdies de seguretat d'EgyptAir, cinc eren auxiliars de vol i dos eren pilots. D'acord amb EgyptAir, el capità tenia 6275 hores d'experiència de vol, incloses 2101 hores en l'A320, mentre que el copilot tenia 2766 hores.

## Reaccions
Desenes de familiars dels passatgers es van reunir a l'aeroport internacional del Caire a la recerca d'informació sobre el de moment desconegut parador dels seus sers estimats. L'aerolínia va posar a la seva disposició una sala especial amb traductors i suport psicològic.
El Ministeri d'Aviació Civil d'Egipte va confirmar el desplegament d'equips de cerca i rescat per buscar l'avió desaparegut. Els esforços de cerca s'estan duent a terme en coordinació amb les autoritats gregues.

## Caixa negra
El 16 de juny les autoritats egípcies van anunciar que el  John Lethbridge  havia trobat la gravadora de veu de cabina (caixa negra), una mica danyada, a una profunditat de 13,000 peus (4,000 m). La unitat de memòria va ser recuperada intacta i enviada a Alexandria per a la seva investigació.